# Kazuaki Tanahashi

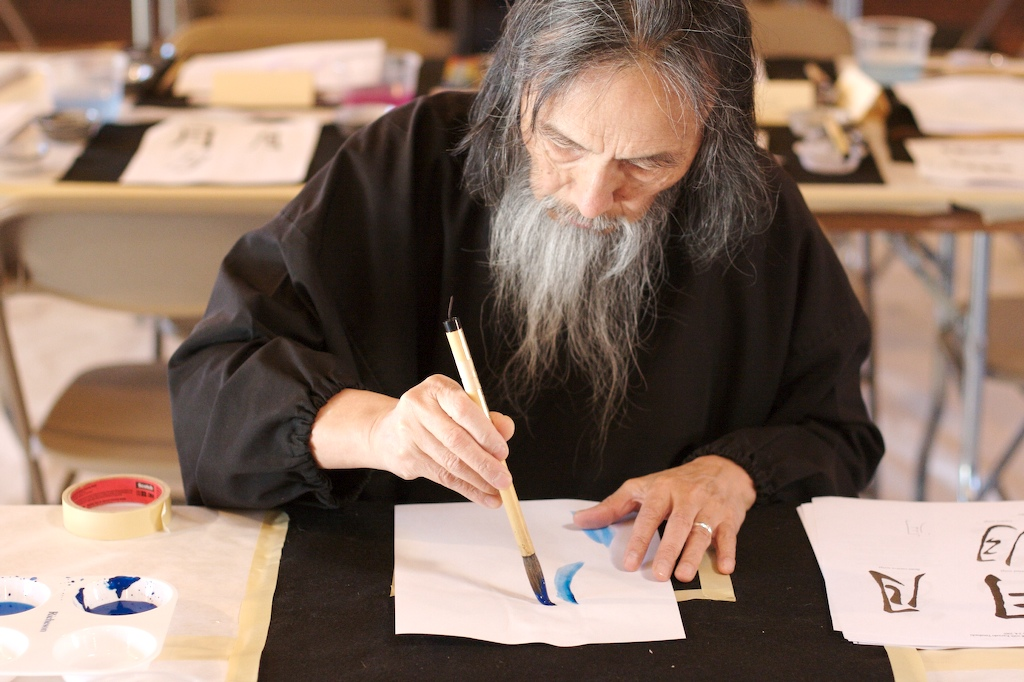
Kazuaki Tanahashi, 2009, Upaya Zen Center

Kazuaki Tanahashi (jap. 棚橋 一晃, Tanahashi Kazuaki; * 1933 in Japan) ist ein japanischer Kalligraf, Künstler, Autor, Übersetzer, Friedens- und Umweltaktivist.

## Leben und Wirken
Kazuaki Tanahashis Vater gehörte der militärischen Elite Japans an, warnte die japanische Regierung vor dem Überfall auf Pearl Harbor, fiel daraufhin in Ungnade und wurde nach dem Zweiten Weltkrieg Shintō-Priester. Kazuaki Tanahashi wurde bereits als Jugendlicher Schüler von Ueshiba Morihei, dem Begründer des Aikidō. Im Jahr 1956 begann er mit dem Studium der traditionellen chinesischen (shūfǎ) und japanischen Kalligrafie (shodō). Daneben nahm er Privatstunden in Ölmalerei. In dieser Zeit begegnete er auf seiner spirituellen Suche Soichi Nakamura, einem japanischen buddhistischen Gelehrten und Spezialisten der Forschung zu Zen-Meister Dōgen (1200–1253). Unter Nakamuras Anleitung begann Kazuaki Tanahashi mit seinen Dōgen-Studien und ersten Dōgen-Übersetzungen aus dem mittelalterlichen Japanisch in das moderne Japanisch. Im Jahr 1964 besuchte er auf einer USA-Reise erstmals den japanischen Zen-Meister Shunryū Suzuki in San Francisco, mit dem ihn seither eine enge Freundschaft verband. Im Jahr 1977 ging Kazuaki Tanahashi dauerhaft in die USA, wo er von 1977 bis 1984 im San Francisco Zen Center lebte und arbeitete. Neben seiner intensiven künstlerischen Arbeit mit vielen Ausstellungen in Japan und den USA begann er im San Francisco Zen Center zusammen mit einer Reihe von Co-Übersetzern, darunter Sojun Mel Weitsman, Taigen Dan Leighton, Dan Welch und Peter Levitt ein umfangreiches Dōgen-Übersetzungsprojekt, das erst im Jahr 2010 mit der Herausgabe der Übersetzung von Dōgens berühmtem Werk Shōbōgenzō seinen Höhepunkt und vorläufigen Abschluss fand.
Im Jahr 1992 gründete er zusammen mit der japanischen Malerin Mayumi Oda den Verein Plutonium-Free Future (Plutoniumfreie Zukunft). Der ehemalige Präsident von Costa Rica, Rodrigo Carazo, hatte 1949 in seinem Land die Armee aufgelöst und mit den frei werdenden Geldern das Gesundheitswesen und Schulsystem seines Landes ausgebaut. Hierdurch inspiriert gründete Kazuaki Tanahashi das Projekt A World Without Armies (Eine Welt ohne Armeen). Zum 70. Jahrestag des Massakers von Nanjing organisierte Kazuaki Tanahashi zusammen mit Zhang Lianhong (Nanjing Normal University, Research Center for the Nanjing Massacre), eine große 4-tägige Konferenz in Nanjing, auf der er und andere japanische Künstler und Wissenschaftler ihre Scham und Reue über die Kriegsverbrechen ihrer Väter ausdrückten und die Chinesen um Versöhnung baten. Für seine Verdienste als Künstler, Friedens- und Umweltaktivist wurde Kazuaki Tanahashi als Mitglied in die World Academy of Art and Science gewählt.
Neben seiner künstlerischen und politischen Arbeit lehrt Kazuaki Tanahashi weltweit Kalligrafie und Zen-Meditation.

## Werke
- Ueshiba Morihei; Kazuaki Tanahashi; Roy Maurer, Jr.: Aikido. Hozansha Publishing Co., Ltd., Tokyo, Japan, 1962.
- Kazuaki Tanahashi: Enku: Sculptor of a Hundred Thousand Buddhas. Shambhala Publications, Boston, MA., USA, 1982.
- Kazuaki Tanahashi:  Penetrating Laughter: Hakuin’s Zen and Art. The Overlook Press, New York, USA, 1984.
- Kazuaki Tanahashi: Brush Mind. Parallax Press, Berkeley, CA., USA, 1990.
- Kazuaki Tanahashi; David Schneider: Essential Zen. HarperSanFrancisco, New York, 1994.
- Kazuaki Tanahashi (Übersetzer, Herausgeber): Dogen: Moon In a Dewdrop. North Point Press, New York, USA, 1995.
- Kazuaki Tanahashi: Dogen: Enlightenment Unfolds. Shambhala Publications, Boston, MA., USA, 1999.
- Tanahashi, Kazuaki: Miracles of the Moment. Brush Dance, Mill Valley, CA. USA, 2001.
- Kazuaki Tanahashi (Herausgeber): Dogen: Beyond Thinking – A Guide to Zen Meditation. Shambhala Publications, Boston, MA. USA, 2004.
- Kazuaki Tanahashi; Peter Levitt: A Flock of Fools – Ancient Buddhist Tales of Wisdom and Laughter from the One Hundred Parable Sutra. Grove Press, New York, USA, 2004.
- John Daido Loori; Kazuaki Tanahashi (Übersetzer): The True Dharma Eye – Zen Master Dogen's Three Hundred Koans. Shambhala, Boston, MA. USA, 2005.
- Sam Hamill (Übersetzer); Kazuaki Tanahashi (Kalligrafie), Lao Tzu: The Tao te Ching: A New Translation. Shambhala Publications, Boston, MA., USA, 2005.
- Kazuaki Tanahashi; Allan Baillie (Fotograf): Lotus. Wisdom Publications, Sommerville, MA., USA, 2006.
- Kazuaki Tanahashi et al. (Übersetzer): Dogen: Treasury of the True Dharma Eye – Zen Master Dogen’s Shobo Genzo. Shambhala Publications, Boston, MA., USA, 2011.
- Kazuaki Tanahashi: The Heart Sutra – A Comprehensive Guide to the Classic of Mahayana Buddhism. Shambhala Publications, Boston, MA., USA, 2014.

Deutsche Werke und Übersetzungen
- Kazuaki Tanahashi: Der Zen-Meister Hakuin Ekaku. DuMont, Köln, 1989.
- Kazuaki Tanahashi: Zen-Geist, Zen-Kunst. Kristkeitz, Heidelberg, 1995.
- Kazuaki Tanahashi: Narren. Enso-Verlag, Frankfurt/M., 2010.
- Sherry Chayat: CIRCLES – Zen-Kalligraphie von Kazuaki Tanahashi. Enso-Verlag, Frankfurt/M., 2011.
- Kazuaki Tanahashi; Friederike Juen Boissevain: Hoher Himmel, Großer Wind – Leben, Gedichte und Kalligraphie des Zen-Meisters Ryokan. edition steinrich, Berlin, 2012
- Kazuaki Tanahashi; Allan Baillie (Fotograf): LOTOS. Texte / Fotos. Übers. Friederike Boissevain und Uwe Dehler. Sarasvati Ed., Berlin 2013.